# Retrat robot

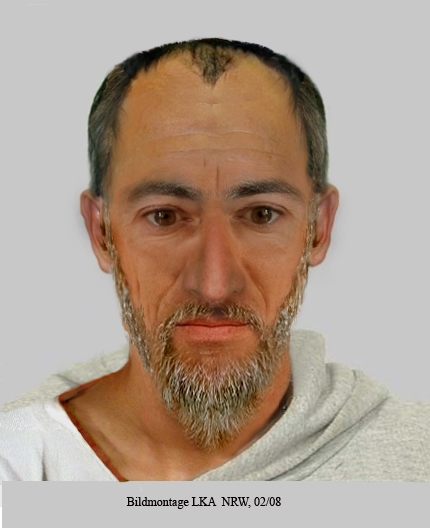
Retrat robot de Pau de Tars elaborat per la Landeskriminalamt alemanya.

Un  retrat robot  és una reconstrucció plàstica d'una persona de la qual es tenen imatges fidedignes. El retrat robot es realitza a través de la descripció d'algú que la coneix. S'utilitza habitualment per a investigacions policials, amb la finalitat de poder identificar delinqüents o a persones desaparegudes. L'expressió «retrat robot» apareix consignada en el Termcat.

## Ús policial
Aquest recurs es va començar a utilitzar en la dècada de 1950. La policia es valia de retratistes experts que dibuixaven els trets d'aquestes persones a partir de testimonis orals. Posteriorment la Smith & Wesson, la major empresa d'armes de foc dels Estats Units va elaborar el seu sistema consistent en una sèrie de gairebé dos mil fulls de triacetat de cel·lulosa que es projectaven sobre una pissarra lluminosa. Es disposava d'un repertori exhaustiu de cada tret facial (nas, ulls, llavis, mentó, front, cabells, ulls) i de possibles elements complementaris (ulleres, barba, bigoti, cicatrius) que es sobreposaven en un full fins a la reconstrucció aproximada del rostre de la persona que es desitjava identificar. Actualment hi ha programes informàtics que faciliten aquesta tasca.